# Василий Ломакин (поэт)
Василий Ломакин (настоящее имя Андрей Степанович Золотухин, англ. Andrei S. Zolotukhin; род. 1958, Москва) — русский поэт, фотохудожник, биохимик, живущий в США.
Окончил химический факультет МГУ. С 1991 г. в эмиграции. По специальности биохимик, работает в Национальном институте онкологии в городе Фредерик (Мэриленд).
Публикует стихи с 2002 года, в 2004 году выпустил первую книгу. Публиковался в «Вавилоне», «Воздухе», «Митином журнале», «TextOnly», «Детях Ра» и других изданиях. 
В 2003 и 2011 гг. входил в короткий список Премии Андрея Белого, а в 2012 г. за второй сборник стихов «Последующие тексты» был её удостоен. 
В 2015 г. с третьей книгой «Стихи 2003—2013 гг.» входил в короткий список премии «Различие».
О Ломакине как фотохудожнике, создавшем множество работ, пишет Андрей Левкин, отмечая, что «он вне арт-конвенции, но при этом у него есть какое-то своё стабильное основание, дающее возможность индивидуальной работы с нечётким, смутным, меняющимся». 